# Corpo del pene
 Il corpo del pene si estende dalla radice alle estremità del corpo cavernoso del pene, e in esso questi corpi cavernosi sono intimamente legati l'uno all'altro con un setto dorsalmente fenestrato che diventa completo prima della crura del pene.

## Descrizione anatomica
È circondato da un modello a due strati di tunica albuginea in cui un legamento distale rinforza il glande e svolge un ruolo integrale nel fibroscheletro del pene, e la struttura è chiamata "os analog", un termine coniato da Geng Long Hsu nell'Encyclopedia of Reproduction. Questa struttura indispensabile è una continuazione del corpo del pene umano, diversa dagli altri peni di mammifero, in quanto non ha l'osso penico (o osso erettile) e si basa esclusivamente sull'accumulo di sangue per raggiungere il suo stato eretto. È un vestigio dell'osso erettile evoluto probabilmente a causa di cambiamenti nella pratica dell'accoppiamento.
Una scanalatura poco profonda che segna la loro giunzione sulla superficie superiore alloggia la vena dorsale profonda del pene che è affiancata da una coppia di vene cavernose del pene, mentre una scanalatura più profonda e più ampia tra loro sulla superficie sottostante contiene il corpus spongiosum- corpus cavernosum urethræ. Il corpo è avvolto da una fascia che include tunica albuginea, fascia di Buck, derma e pelle.

## Galleria d'immagini

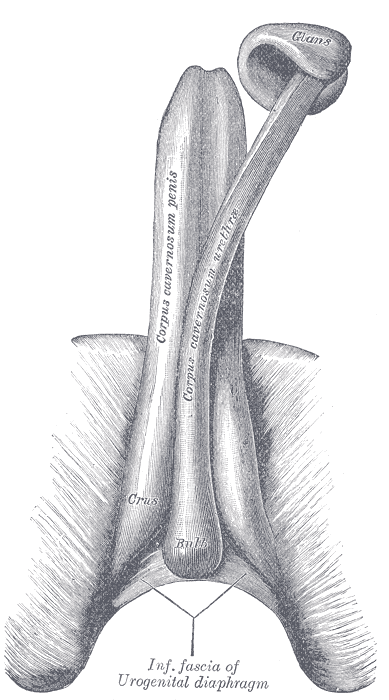
Cilindri cavernosi del pene
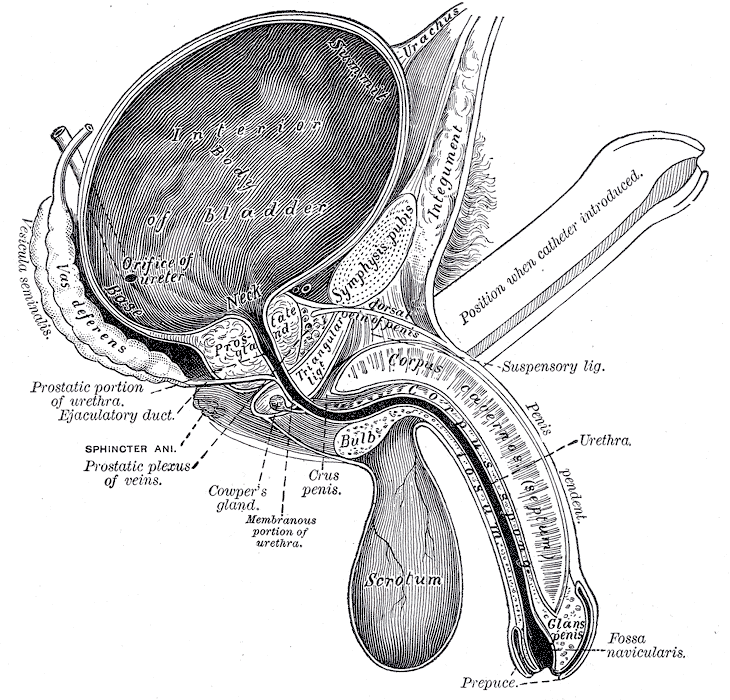
Sezione verticale di vescica, pene e uretra
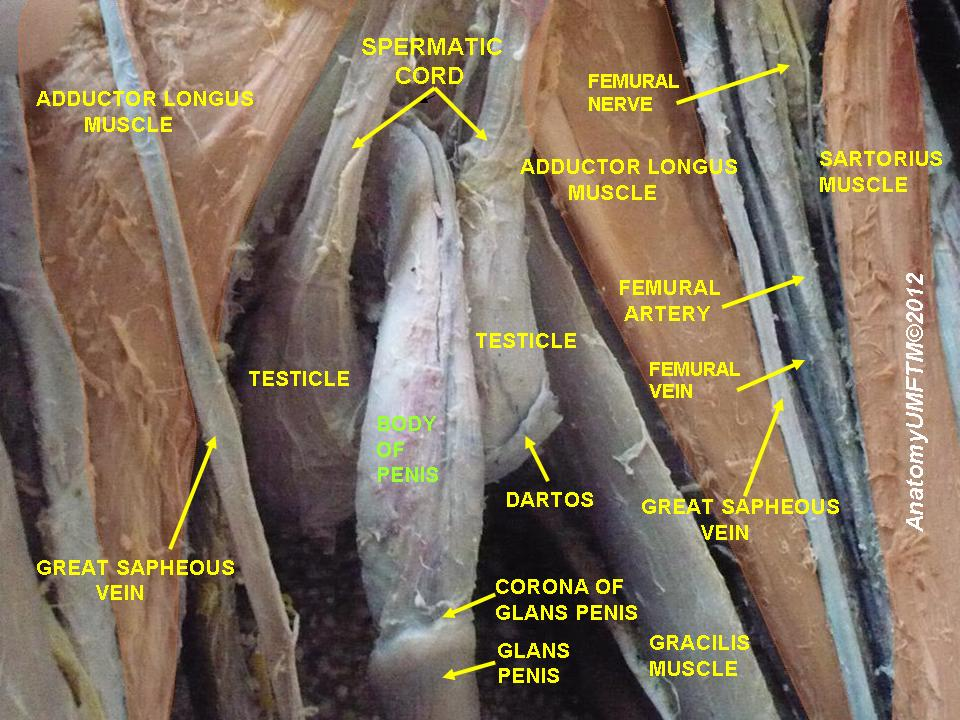
Corpo del pene
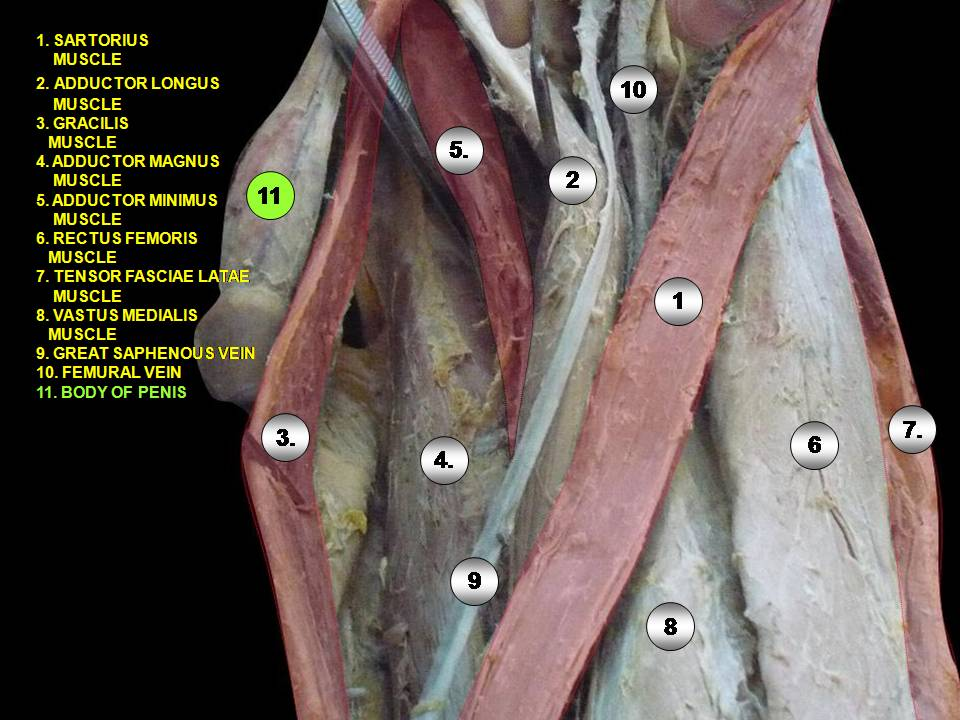
Corpo del pene